# Dissochaetus napoensis
Dissochaetus napoensis – gatunek chrząszcza z rodziny grzybinkowatych i podrodziny zyzkowatych.
Gatunek ten opisał naukowo w 2005 roku José M. Salgado na podstawie dwóch samców i samicy złowionych do pułapek z padliną w 1976 roku.
Chrząszcz o podłużnie owalnym ciele długości od 3,6 do 3,8 mm, ubarwionym jednolicie ciemnobrązowo i delikatnie, żółtawo owłosionym. Czułki o silnie nabrzmiałym członie siódmym i wyraźnie asymetrycznym członie ósmym. Na głowie liczne silne punkty oraz nieco nierówne nakłucia. Oczy i skrzydła silnie rozwinięte. Samiec odznacza się dużymi, zakrzywionymi do wewnątrz w części wierzchołkowej paramerami. Środkowy płat edeagusa jest krótszy od paramer i tak długi jak lamina basalis i opatrzony pojedynczą szczecinką brzegową. W woreczku wewnętrznym obecne 2 zesklerotyzowane elementy, oraz jeden nerkowaty na dnie, u nasady. Samica ma duże, silnie zesklerotyzowane płaty spermateki z długim, błoniastym przewodem łączącym.
Owad znany tylko z dwóch stanowisk w ekwadorskiej prowincji Napo.